# Національна школа цивільної авіації
Національна школа цивільної авіації французької публіки авіаційного університету заснована в 1949 році і базується в Тулуза. З 1 січня 2011 року, є найбільшим університетом у європейській авіації.
Школа є частиною France AEROTECH.